# Chaetozone pinguis
Chaetozone pinguis är en ringmaskart som beskrevs av Hartman 1978. Chaetozone pinguis ingår i släktet Chaetozone och familjen Cirratulidae. Inga underarter finns listade i Catalogue of Life.